# Ferrovias Indianas
As Ferrovias Indianas (em inglês: Indian Railways, abreviado como IR; em hindi भारतीय रेल, abreviado como भारे) são uma agência governamental de propriedade do Ministério das Ferrovias, Governo da Índia, que opera o sistema ferroviário nacional da Índia. Gerencia a quarta maior rede ferroviária do mundo em tamanho, com uma extensão de rota de 67.956 km em 31 de março de 2020. 45.881 km, ou 71% de todas as rotas de bitola larga, eram eletrificados com tração elétrica de 25 kV AC em 1º de abril de 2020.
No ano fiscal encerrado em março de 2020, a IR transportou 8,086 bilhões de passageiros e 1,212 bilhão de toneladas de carga. A IR opera 13.169 trens de passageiros diariamente, em rotas de longa distância e suburbanas, cobrindo 7.325 estações em toda a Índia. Os trens expressos, os tipos mais comuns de trens, operam a uma velocidade média de 50,6 km/h. Os trens-unidades elétricos suburbanos funcionam a uma velocidade média de 37,5 km/h. Os trens de passageiros comuns operam a uma velocidade média de 33,5 km/h. A velocidade máxima dos trens de passageiros varia, com o Expresso Gatimaan operando a uma velocidade máxima de 160 km/h.
No segmento de cargas, a IR opera 8.479 trens diariamente. A velocidade média dos trens de carga é de cerca de 24 km/h. A velocidade máxima dos trens de carga varia de 60-75 km/h, dependendo de sua carga por eixo, com trens de 'contentores especiais' operando a uma velocidade máxima de 100 km/h.
Em março de 2020, o material circulante da IR consistia em 2.93.077 vagões de carga, 76.608 vagões de passageiros e 12.729 locomotivas. A IR possui instalações de produção de locomotivas e carruagens em vários locais na Índia. Tinha 1,254 milhão de funcionários em março de 2020, tornando-se o oitavo maior empregador do mundo. O governo se comprometeu a eletrificar toda a rede ferroviária da Índia até 2023–24 e se tornar uma "ferrovia líquida zero (em emissões de carbono)" até 2030.

## Histórico
A empresa Ferrovias Indianas é fruto de longo processo de fundação de companhias ferroviárias independentes ao longo dos séculos XIX e XX, partindo do interesse das potencias coloniais em reforçar seus domínios, a saber: Índia Portuguesa, Índia Britânica, Índia Francesa e Índia Dinamarquesa. A única colónia que não participou deste processo foi a Índia Neerlandesa, que foi suprimida em 1825.

### Século XIX: primeiras ferrovias e empresas
As primeiras propostas de linhas ferroviárias para a Índia foram feitas no intuito de ligar áreas próximas a Chenai, no ano de 1832. O Caminho de Ferro do Morro Vermelho (Red Hill railway), a primeira linha do país, ia de Sengundram (antigamente Morros Vermelhos ou Red Hills) à ponte Chintadripet, nas zonas próximas a Chenai, em 1837. A ferrovia foi usada principalmente para transportar pedra de laterita para a construção de estradas em Chenai. A composição era rebocada por uma locomotiva rotativa a vapor. Em 1845, uma nova linha ferroviária foi aberta para dar suporte a construção da barragem de Godavari, ligando a vila de Dowleswaram a cidade de Rajahmundry. As primeiras linhas (construídas com projeto do engenheiro britânico Arthur Cotton) foram, portanto, industriais, para dar suporte a empreendimentos.
Para gerir essas primeiras linhas, em 8 de maio de 1845 foi criada a empresa Ferrovia Madras (Madras era o antigo nome de Chenai), que se tornaria a primeira predecessora das Ferrovias Indianas. Seguiu-se, naquele mesmo ano, a criação da empresa Companhia Ferroviária das Índias Orientais, que deveria construir uma malha ferroviária entre Calcutá e Déli, seguindo o vale do rio Ganges.
Em 1º de agosto de 1849 foi criada a empresa Grande Ferrovia Peninsular Indiana, por lei do parlamento; ao contrario das duas anteriores, esta era a primeira empresa férrea com capitais do Estado britânico, embora minoritário. Seguiu-se a este ato, no dia 17 do mesmo mês e ano, o famoso "sistema de garantia", fornecendo terras gratuitas e uma taxa de retorno garantida de cinco por cento para empresas britânicas privadas que desejavam construir ferrovias.

### Primeira metade do século XX: fusões de empresas  e expansão do sistema
A empresa Ferrovia Madras foi fundida com a empresa Ferrovia do Sul de Maarastra em 1908 para formar as Ferrovias de Madras e Sul de Maarastra em 1908. A mesma companhia, em 1 de abril de 1944, tornou-se a primeira a ser estatizada pelo governo da Índia, formando o esboço das Ferrovias Indianas.

### Segunda metade do século XX: estatização do sistema e eletrificação

Mapa da rede ferroviária da Índia, em 2006.

A reorganização das ferrovias na Índia em zonas regionais começou em 1951, quando as as Ferrovias de Madras e Sul de Maarastra tornam-se as Ferrovias Indianas. Em 14 de abril de 1951, o capital circulante da companhia Ferrovias de Madras e Sul de Maarastra, juntamente com as companhias Ferrovias do Sul da Índia e Ferrovias do Estado de Maiçor foram fundidas para formar a subsidiária das Ferrovias do Sul, uma das divisões da empresa Ferrovias Indianas. Em 5 de novembro do mesmo ano foram criadas as subsidiárias Ferroviária Central e Ocidental. Naquele ano, o cargo de Comissário Chefe das Ferrovias foi abolido e o Conselho das Ferrovias adotou a prática de tornar seu membro mais antigo o presidente do conselho. No mesmo ano, o governo de Bengala Ocidental estatizou a Companhia de Vias Férreas de Calcutá. As zonas ferroviárias do Norte, Leste e Nordeste foram criados em 14 de abril de 1952. Ao final de 1952 já estavam formadas as 16 subsidiárias de zona das Ferrovias Indianas.
Mesmo após a formação do sistema de zonas das Ferrovias Indianas, e a estatização total do sistema, algumas empresas estatais autônomas funcionam em trechos mais vitais.